# Stefan Engler
Stefan Engler, né le 30 mai 1960 à Coire (originaire d'Albula), est une personnalité politique suisse du canton des Grisons, membre du Centre.
Il est membre du Gouvernement du canton des Grisons de 1999 à 2010 et député au Conseil des États depuis 2011.

## Biographie
Stefan Engler naît le 30 mai 1960 à Coire, dans le canton des Grisons. Il est originaire d'Albula, dans le même canton.
Il est titulaire d'une licence en droit de l'Université de Berne et d'un brevet d'avocat. Il est président du tribunal de district d'Albula de 1995 à 1999.
Il a le grade de capitaine à l'armée.
Il est marié et père de deux enfants.

## Parcours politique
Il préside la commune de Surava de 1990 à 1998 et siège au Grand Conseil du canton des Grisons de mai 1987 à mai 1998,.
Le 5 avril 1998, il est élu au gouvernement cantonal et prend en charge dès sa prise de fonction en janvier 1999 le département des constructions, des transports et de la sylviculture. Il préside le gouvernement en 2003 et 2008 et le quitte en décembre 2010.
À l'occasion des élections fédérales de 2011, il est élu au premier tour au Conseil des États. Il y est réélu à trois reprises au premier tour : en 2015, 2019 et 2023. Il siège au sein de la Commission des affaires juridiques (CAJ) et de la Commission de l'économie et des redevances (CER) jusqu'à fin 2023, au sein de la Commission judiciaire (CJ) jusqu'en décembre 2015 puis au sein de la Commission des transports et des télécommunications (CTT) et au sein de la Commission de l'environnement, de l'aménagement du territoire et de l'énergie (CEATE) et de la Commission des institutions politiques (CIP) depuis fin 2023. Il préside la CAJ de novembre 2013 à décembre 2015 et la CTT de décembre 2019 à novembre 2021.

## Autres mandats
Il préside la fondation SuisseMobile[Depuis quand ?] et le conseil d'administration des Chemins de fer rhétiques depuis 2000.